# Glypta inusitata
Glypta inusitata är en stekelart som beskrevs av Dasch 1988. Glypta inusitata ingår i släktet Glypta och familjen brokparasitsteklar. Inga underarter finns listade i Catalogue of Life.